# IC 567
IC 567 је појединачна звијезда у сазвјежђу Лав која се налази на листи објеката дубоког неба у Индекс каталогу.
Деклинација објекта је + 12° 47' 8" а ректасцензија 9h 50m 33,9s.